# Турова Дача
Ту́рова Да́ча — гідрологічний заказник загальнодержавного значення в Україні. Розташований між селами Вербівка, Ловаги і Красне Калуського району Івано-Франківської області. 
Площа 255 га. Створений 1974 року. Перебуває у віданні лісокомбінату «Осмолода». 
Охороняється унікальне для Передкарпаття верхове болото в межиріччі Лімниці та потоку Черлений (права притока Лімниці). Рослинний покрив представлений пригніченою сосною та чагарниково-сфагновими угрупованнями. Тут зростають рідкісні для даного району болотні вищі рослини: багно болотне, буяхи, пухівка піхвова, росичка круглолиста. 
У 2007 р. в рамках проєкту Посольства Нідерландів в Україні громадською організацією «Карпатські стежки» було встановлено охоронні знаки (аншлаги).

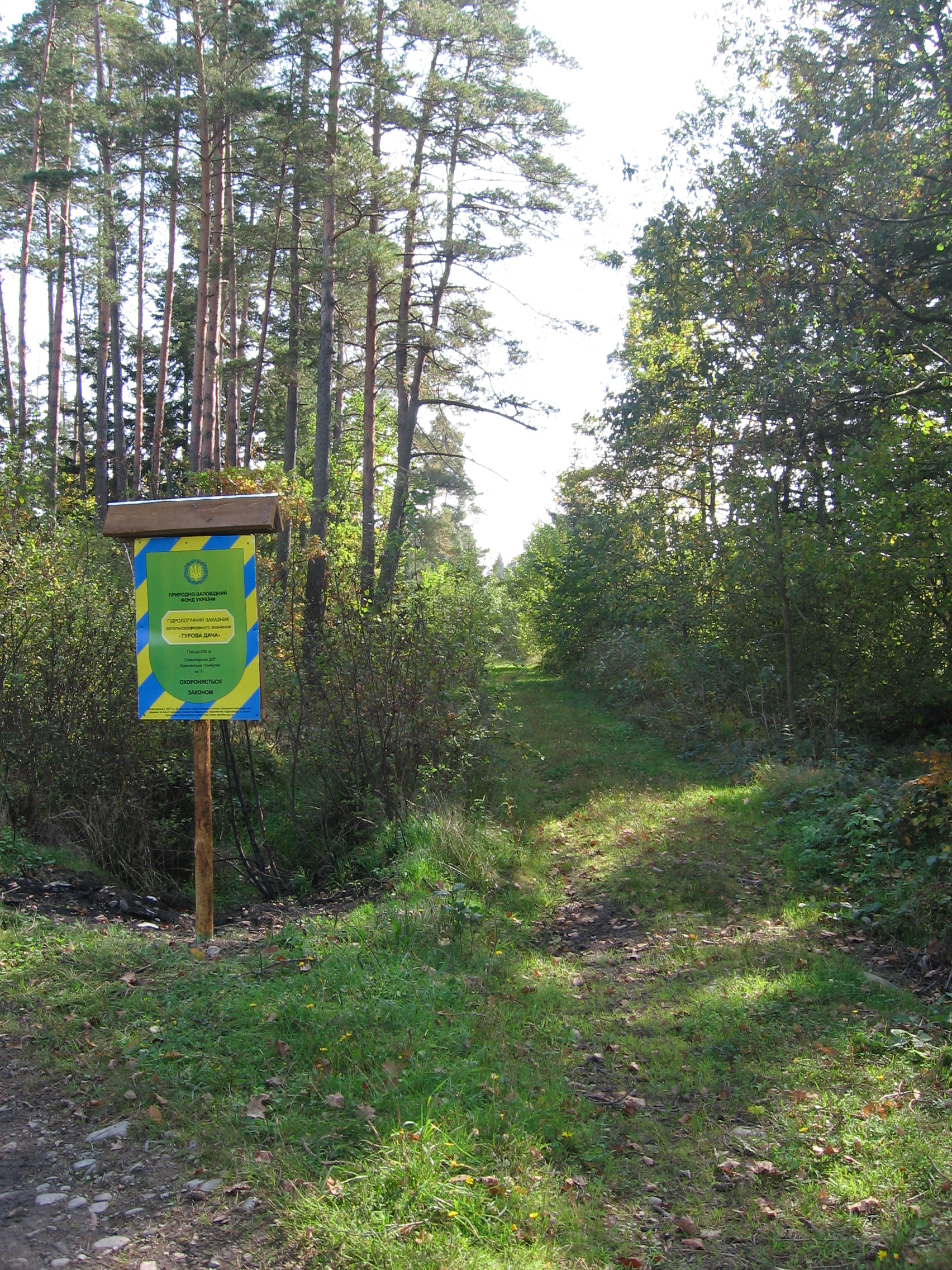
Охоронний знак заказника Турова Дача